# Tim Rice-Oxley
Timothy (Tim) James Rice-Oxley (Oxford, 2 juni 1976) is de toetsenist, pianist, bassist en achtergrondzanger van de Britse band Keane.
Tim Rice is de zoon van Patrick en Margaret Rice-Oxley. Hij ging naar de Tonbridge School waar hij zijn beste vrienden Richard Hughes en Dominic Scott zag. Tim was al goede vrienden met Tom Chaplin vanaf zijn geboorte. Chaplin werd rond de tijd van Tims broer Tom geboren.
In 1994 ging Rice-Oxley voor een graad in "Classics" op het University College London samen met bandlid Richard. Daar ontmoette hij Chris Martin die zich toen bezighield met demo's voor zijn band Coldplay. Chris vroeg of Tim bij de band wilde maar hij weigerde omdat hij zich met Keane wilde bezighouden. In een interview in 2004 gaf Rice-Oxley aan jaloers te zijn op Coldplay's succes.
Tim was tussen 2005 en 2012 getrouwd. Ze hebben samen twee dochters.
Toen Dominic Scott nog gitarist was van Keane, speelde Tim bas, een niet erg belangrijk element voor hun nummers. Maar toen Scott de band verliet in 2001 kroop Tim achter de piano en werd muzikaal de drijvende kracht achter Keane. Tot 2007 zorgde hij tevens voor de basgitaar. Live werd deze gesampled via een Apple Powerbook. De huidige baspartijen bij concerten komen voor rekening van Jesse Quin die sinds 2008 mee op tour is met Keane en sinds 2011 officieel bandlid is.

## Zijproject
Rice-Oxley en Jesse Quin zijn hoofdleden van de twang-band Mt. Desolation. In 2010 brachten ze hun eerste gelijknamige album uit. Gastartiesten op dit album waren onder anderen Ronnie Vannucci van The Killers en Winston Marshall van Mumford & Sons.

## Uitrusting
- Yamaha CP70 (hoofdpiano)
- Nord Lead 3 (synthesizer)
- Fender Precision (basgitaar)
- Apple G4 Powerbook (laptop)

## Trivia
- Hij volgde pianolessen in zijn jeugd maar hij gaf toe dat hij ze haatte. Hij oefende nooit omdat het volgens hem saaie klassieke stukken waren. Toen zijn ouders stopten met zijn lessen, leerde hij het zichzelf.
- Zijn betovergrootvader, overgrootvader, grootvader, vader, moeder en broer zijn allemaal doktoren.

- Gemeinsame Normdatei: 135413095
- International Standard Name Identifier: 0000 0001 1458 9176
- Library of Congress Control Number: nb2007012116
- MusicBrainz: 8756fffc-b91a-4e3e-9a14-12efcc8a94b5
- Nationale Bibliotheek van Tsjechië: xx0086440
- Virtual International Authority File: 165895229
- WorldCat: E39PBJtrVbfbtfxQxbQXgVhJXd